# P4 Gävleborg
P4 Gävleborg är Sveriges Radios lokalradiostation som sänder över Gävleborgs län. Redaktionen ligger på Nygatan 29 i Gävle.
1965 startades två olika regionala sändningar i Gävleborgs län, nyheter i Gävle Dalas sändningar till Gästrikland och till Hälsingland från tre olika län i "XYZ-kvarten". Båda programmen sändes i så kallade fönster i Sveriges Radio P3.
Den 14 februari 1977 startade Sveriges Radio Gävleborg sina lokala sändningar, som Gävleborgs län.